# Dżu’ajfijjat al-Maszi
Dżu’ajfijjat al-Maszi (arab. جعيفية الماشي) – wieś w Syrii, w muhafazie Aleppo, w dystrykcie Manbidż. W 2004 roku liczyła 1401 mieszkańców.